# Evilized
Evilized – drugi studyjny album szwedzkiej grupy heavy/powermetalowej Dream Evil.

## Lista utworów
1. Break the Chains – 3:32
2. By My Side – 3:38
3. Fight You 'Till the End – 3:53
4. Evilized – 4:43
5. Invisible – 2:53
6. Bad Dreams – 3:10
7. Forevermore – 5:08
8. Children of the Night – 4:45
9. Live a Lie – 3:26
10. Fear the Night – 3:47
11. Made of Metal – 3:55
12. The End – 4:23

## Twórcy
- Niklas Isfeldt – śpiew
- Fredrik Nordström – gitara, instrumenty klawiszowe
- Gus G. – gitara
- Peter Stålfors – gitara basowa
- Snowy Shaw – perkusja